# Raketiranje Zagreba 1995.
Raketiranje Zagreba označava dva raketna napada kasetnim bombama kojega su počinili 2. i 3. svibnja 1995. pobunjeni Srbi na civilne ciljeve u Zagrebu. U napadu je ubijeno sedam, a ranjeno najmanje 200 hrvatskih civila.
Među poginulima je bio Luka Skračić, student prve godine filmske režije, a među ranjenima hrvatska primabalerina Almira Osmanović i još 17 drugih balerina i baletana koje je napad zatekao u baletnoj dvorani Hrvatskog narodnog kazališta na Mažuranićevom trgu.
Međunarodni sud za ratne zločine počinjene na području bivše Jugoslavije (ICTY) okarakterizirao je napad kao zločin protiv čovječnosti i osudio čelnika pobunjenih Srba Milana Martića.

## Povijest
Napad je proveden kao odmazda za vojni poraz pobunjenih Srba tijekom Operacije Bljesak. Zagreb je bio najveći u nizu od nekoliko hrvatskih gradova pogođenim raketnim napadima.
Projektili iz raketnog sustava Orkan pali su 2. svibnja na križanje Vlaške i Draškovićeve ulice, a dan nakon i na Dječju bolnicu u Klaićevoj, pokraj Hrvatskog narodnog kazališta, na Zrinjevac te pokraj Doma umirovljenika Centar, na središte grada, ADU te zračnu luku Pleso.
Napad je naredio Milan Martić, čime se kasnije hvalio pred kamerama. To je služilo kao dokaz koji je pomogao osudi na Haškom sudu s kaznom od 35 godina zatvora. U presudi Međunarodnog suda za ratne zločine počinjene na području bivše Jugoslavije iznosi se da su kasetni projektili iz VBR Orkan kojima je gađan Zagreb neselektivno oružje, gdje se zasipava elipsa površine 160 x 180 metara radi djelovanja protiv ljudi, pri čemu je - s obzirom na to da su rakete ispaljivane s krajnjeg dometa - odstupanje raketa od nominalnog cilja čak 1 km. Polazeći od takvih činjenica, Sud zaključuje da je raketiranje koje je naredio predsjednik tzv. Republike Srpske Krajine Milan Martić namjerno poduzeto protiv civila kao ciljeva napada, a u svrhu širenja terora među civilnim stanovništvom.

## Spomen
- spomen-ploča žrtvama napada
- 3. lipnja 2013. otvoren je Memorijalni centar granatiranja Zagreba 1991. – 1995.[3]

## Vanjske poveznice
- Članak u javno.com  Arhivirana inačica izvorne stranice od 4. svibnja 2009. (Wayback Machine)
- Raketiranje Zagreba: osveta za vojnički poraz tijekom »Bljeska«  Arhivirana inačica izvorne stranice od 26. ožujka 2009. (Wayback Machine)